# National League w piłce siatkowej mężczyzn (2013/2014)
NIVA Men’s National League 2013/2014 – rozgrywki o mistrzostwo Irlandii Północnej w sezonie 2013/2014 organizowane przez Północnoirlandzki Związek Piłki Siatkowej (ang. Northern Ireland Volleyball Association, NIVA). Zainaugurowane zostały 13 listopada 2013 roku i trwały do 7 kwietnia 2014 roku.
Klub Bangor Sharks zrezygnował z udziału w rozgrywkach. Jego miejsce zajął zespół PVC Eagles.
W sezonie 2013/2014 żaden klub z Irlandii Północnej nie brał udziału w europejskich pucharach.

## System rozgrywek
5 drużyn rozegrało ze sobą systemem każdy z każdym po 3 mecze. Zespół, który po rozegraniu wszystkich meczów zdobył największą liczbę punktów, został mistrzem Irlandii Północnej.

## Drużyny uczestniczące
| | NIVA Men’s National League 2013/2014 |   |
| --- | ------------------------------------ | - |
| RAI | Richhill Raiders                     | 1 |
| BLZ | Ballymoney Blaze                     | 2 |
| ULS | Ulster Jordanstown                   | 3 |
| QUB | Queen's University Belfast           | 4 |
| | Nowi uczestnicy                      |   |
| PVC | PVC Eagles                           | - |
| Oznaczenia: - kolumna pierwsza – skróty nazw drużyn wpisane na mapie (jeśli ta została zamieszczona), - kolumna trzecia – miejsce zajęte przez daną drużynę w poprzednim sezonie. |                                      |   |

## Hale sportowe
| Klub                       | Hala sportowa                                | Miejscowość |
| -------------------------- | -------------------------------------------- | ----------- |
| Ballymoney Blaze           | Dalriada School                              | Ballymoney  |
| Queen's University Belfast | Queen’s University Physical Education Centre | Belfast     |
| PVC Eagles                 | Shankill Leisure Centre                      | Belfast     |
| Richhill Raiders           | Richhill Recreation Centre                   | Richhill    |
| Ulster Jordanstown         | University of Ulster                         | Jordanstown |

## Faza zasadnicza

### Tabela wyników
| Gospodarz \ Gość1          | RAI | BLZ | ULS | QUB | PVC |
| Richhill Raiders           |     | 3:0 | 3:1 | 3:2 | 3:1 |
| Ballymoney Blaze           | 1:3 |     | 3:2 | 3:2 | 1:3 |
| Ulster Jordanstown         | 0:3 | 2:3 |     | 2:3 | 0:3 |
| Queen's University Belfast | 2:3 | 3:0 | 3:1 |     | 2:3 |
| PVC Eagles                 | 0:3 | 3:1 | 3:1 | 3:1 |     |

| Gospodarz \ Gość1          | RAI | BLZ | ULS | QUB | PVC |
| Richhill Raiders           |     |     | 3:1 | 3:2 |     |
| Ballymoney Blaze           | 1:3 |     | 2:3 |     |     |
| Ulster Jordanstown         |     |     |     | 0:3 | 0:3 |
| Queen's University Belfast |     | 3:0 |     |     | 1:3 |
| PVC Eagles                 | 1:3 | 2:3 |     |     |     |

### Terminarz i wyniki spotkań
| Data        | Godz. | Gospodarz                  | Rezultat                                | Gość                       |
| ----------- | ----- | -------------------------- | --------------------------------------- | -------------------------- |
| 1. KOLEJKA  |       |                            |                                         |                            |
| 13.11.2013  | 19:00 | Queen's University Belfast | 3:0 (25:18, 25:21, 25:19)               | Ballymoney Blaze           |
| 15.11.2013  | 20:00 | Richhill Raiders           | 3:1 (25:19, 25:15, 23:25, 25:18)        | Ulster Jordanstown         |
| 2. KOLEJKA  |       |                            |                                         |                            |
| 18.11.2013  | 19:00 | Ulster Jordanstown         | 2:3 (25:20, 25:21, 15:25, 15:25, 11:15) | Queen's University Belfast |
| 20.11.2013  | 19:30 | PVC Eagles                 | 0:3 (24:26, 20:25, 13:25)               | Richhill Raiders           |
| 3. KOLEJKA  |       |                            |                                         |                            |
| 25.11.2013  | 20:00 | Ballymoney Blaze           | 3:2 (25:22, 18:25, 8:25, 25:15, 15:7)   | Ulster Jordanstown         |
| 27.11.2013  | 20:00 | Queen's University Belfast | 2:3 (22:25, 25:8, 25:21, 23:25, 12:15)  | PVC Eagles                 |
| 4. KOLEJKA  |       |                            |                                         |                            |
| 04.12.2013  | 19:00 | PVC Eagles                 | 3:1 (25:17, 20:25, 25:11, 25:19)        | Ballymoney Blaze           |
| 13.12.2013  | 19:00 | Richhill Raiders           | 3:2 (24:26, 25:27, 25:17, 26:24, 15:9)  | Queen's University Belfast |
| 5. KOLEJKA  |       |                            |                                         |                            |
| 19.02.2014  | 19:00 | Ballymoney Blaze           | 1:3 (19:25, 20:25, 25:21, 24:26)        | Richhill Raiders           |
| 19.01.2014  | 20:00 | Ulster Jordanstown         | 0:3 (22:25, 13:25, 17:25)               | PVC Eagles                 |
| 6. KOLEJKA  |       |                            |                                         |                            |
| 07.03.2014  | 20:00 | Ballymoney Blaze           | 3:2 (25:23, 15:25, 25:21, 21:25, 15:11) | Queen's University Belfast |
| 20.01.2014  | 20:00 | Ulster Jordanstown         | 0:3 (19:25, 10:25, 22:25)               | Richhill Raiders           |
| 7. KOLEJKA  |       |                            |                                         |                            |
| 27.01.2014  | 19:30 | Queen's University Belfast | 3:1 (29:27, 20:25, 25:14, 25:23)        | Ulster Jordanstown         |
| 31.01.2014  | 19:00 | Richhill Raiders           | 3:1 (21:25, 26:24, 25:18, 25:23)        | PVC Eagles                 |
| 8. KOLEJKA  |       |                            |                                         |                            |
| 03.02.2014  | 20:00 | Ulster Jordanstown         | 2:3 (23:25, 25:13, 23:25, 25:16, 13:15) | Ballymoney Blaze           |
| 05.02.2014  | 20:00 | PVC Eagles                 | 3:1 (22:25, 25:12, 25:21, 25:16)        | Queen's University Belfast |
| 9. KOLEJKA  |       |                            |                                         |                            |
| 26.02.2014  | 19:00 | Ballymoney Blaze           | 1:3 (19:25, 25:21, 19:25, 16:25)        | PVC Eagles                 |
| 19.03.2014  | 19:30 | Queen's University Belfast | 2:3 (25:19, 22:25, 25:27, 25:17, 10:15) | Richhill Raiders           |
| 10. KOLEJKA |       |                            |                                         |                            |
| 19.02.2014  | 20:00 | PVC Eagles                 | 3:1 (16:25, 25:16, 26:24, 25:21)        | Ulster Jordanstown         |
| 21.02.2014  | 19:00 | Richhill Raiders           | 3:0 (27:25, 25:20, 25:21)               | Ballymoney Blaze           |
| 11. KOLEJKA |       |                            |                                         |                            |
| 24.02.2014  | 19:30 | Queen's University Belfast | 3:0 (25:15, 27:25, 25:23)               | Ballymoney Blaze           |
| 28.02.2014  | 19:00 | Richhill Raiders           | 3:1 (25:20, 13:25, 25:23, 31:29)        | Ulster Jordanstown         |
| 12. KOLEJKA |       |                            |                                         |                            |
| 03.03.2014  | 20:00 | Ulster Jordanstown         | 0:3 (22:25, 24:26, 22:25)               | Queen's University Belfast |
| 02.04.2014  | 20:00 | PVC Eagles                 | 1:3 (26:24, 18:25, 20:25, 19:25)        | Richhill Raiders           |
| 13. KOLEJKA |       |                            |                                         |                            |
| 10.03.2014  | 19:00 | Ballymoney Blaze           | 2:3 (23:25, 25:23, 25:18, 22:25, 12:15) | Ulster Jordanstown         |
| 07.04.2014  | 19:30 | Queen's University Belfast | 1:3 (25:21, 22:25, 14:25, 18:25)        | PVC Eagles                 |
| 14. KOLEJKA |       |                            |                                         |                            |
| 19.03.2014  | 20:00 | PVC Eagles                 | 2:3 (25:18, 25:23, 23:25, 21:25, 8:15)  | Ballymoney Blaze           |
| 28.03.2014  | 19:00 | Richhill Raiders           | 3:2 (25:23, 21:25, 12:25, 25:21, 15:8)  | Queen's University Belfast |
| 15. KOLEJKA |       |                            |                                         |                            |
| 31.03.2014  | 20:00 | Ulster Jordanstown         | 0:3 (0:25, 0:25, 0:25)                  | PVC Eagles                 |
| 07.04.2014  | 19:00 | Ballymoney Blaze           | 1:3 (24:26, 21:25, 26:24, 21:25)        | Richhill Raiders           |

### Tabela
| Lp. | Drużyna                    | Pkt | Mecze | Mecze | Mecze | Rodzaj wyniku | Rodzaj wyniku | Rodzaj wyniku | Rodzaj wyniku | Rodzaj wyniku | Rodzaj wyniku | Sety | Sety | Sety  | Małe punkty | Małe punkty | Małe punkty |
| Lp. | Drużyna                    | Pkt | M     | W     | P     | 3:0           | 3:1           | 3:2           | 2:3           | 1:3           | 0:3           | wyg. | prz. | stos. | zdob.       | str.        | stos.       |
| --- | -------------------------- | --- | ----- | ----- | ----- | ------------- | ------------- | ------------- | ------------- | ------------- | ------------- | ---- | ---- | ----- | ----------- | ----------- | ----------- |
| 1   | Richhill Raiders           | 33  | 12    | 12    | 0     | 3             | 6             | 3             | 0             | 0             | 0             | 36   | 12   | 3     | 1204        | 1013        | 1.189       |
| 2   | PVC Eagles                 | 24  | 12    | 8     | 4     | 2             | 5             | 1             | 1             | 2             | 1             | 28   | 19   | 1.474 | 977         | 927         | 1.054       |
| 3   | Queen's University Belfast | 19  | 12    | 5     | 7     | 3             | 1             | 1             | 5             | 2             | 0             | 27   | 24   | 1.125 | 1110        | 1148        | 0.967       |
| 4   | Ballymoney Blaze           | 9   | 12    | 4     | 8     | 0             | 0             | 4             | 1             | 4             | 3             | 18   | 32   | 0.563 | 1017        | 1133        | 0.898       |
| 5   | Ulster Jordanstown         | 5   | 12    | 1     | 11    | 0             | 0             | 1             | 3             | 4             | 4             | 13   | 35   | 0.371 | 920         | 1007        | 0.914       |

Źródło: nivb.com
Punktacja: 3:0 i 3:1 – 3 pkt; 3:2 – 2 pkt; 2:3 – 1 pkt; 1:3 i 0:3 – 0 pkt
Zasady ustalania kolejności: 1. liczba punktów; 2. liczba zwycięstw; 3. stosunek setów; 4. stosunek małych punktów
     spadek do First Division

## Klasyfikacja końcowa
| Lp. | Drużyna                    |
| --- | -------------------------- |
| 1   | Richhill Raiders           |
| 2   | PVC Eagles                 |
| 3   | Queen's University Belfast |
| 4   | Ballymoney Blaze           |
| 5   | Ulster Jordanstown         |